# Aristocrat Ranchettes
Aristocrat Ranchettes és una concentració de població designada pel cens dels Estats Units a l'estat de Colorado. Segons el cens del 2000 tenia 1.254 habitants.

## Demografia
Segons el cens del 2000, Aristocrat Ranchettes tenia 1.254 habitants, 398 habitatges, i 310 famílies. La densitat de població era de 258,9 habitants per km².
Dels 398 habitatges en un 37,4% hi vivien nens de menys de 18 anys, en un 64,6% hi vivien parelles casades, en un 6% dones solteres, i en un 22,1% no eren unitats familiars. En el 15,8% dels habitatges hi vivien persones soles el 5,3% de les quals corresponia a persones de 65 anys o més que vivien soles. El nombre mitjà de persones vivint en cada habitatge era de 3,15 i el nombre mitjà de persones que vivien en cada família era de 3,49.
Per edats la població es repartia de la següent manera: un 31% tenia menys de 18 anys, un 8,2% entre 18 i 24, un 29,2% entre 25 i 44, un 24,8% de 45 a 60 i un 6,8% 65 anys o més.
L'edat mediana era de 34 anys. Per cada 100 dones de 18 o més anys hi havia 108,4 homes.
La renda mediana per habitatge era de 39.213 $ i la renda mediana per família de 39.063 $. Els homes tenien una renda mediana de 29.464 $ mentre que les dones 30.806 $. La renda per capita de la població era de 15.273 $. Entorn del 8,6% de les famílies i el 10,5% de la població estaven per davall del llindar de pobresa.

## Poblacions més properes
El següent diagrama mostra les poblacions més properes.